# Санфилд (Мичиген)
Санфилд (енгл. Sunfield) град је у америчкој савезној држави Мичиген.

## Демографија
По попису из 2010. године број становника је 578, што је 13 (-2,2%) становника мање него 2000. године.
| Група             | 2000.       | 2010.       |
| Белци             | 566 (95,8%) | 548 (94,8%) |
| Афроамериканци    | 3 (0,5%)    | 0 (0,0%)    |
| Азијати           | 0 (0,0%)    | 1 (0,2%)    |
| Хиспаноамериканци | 11 (1,9%)   | 21 (3,6%)   |
| Укупно            | 591         | 578         |